# Mûrs-Erigné
Mûrs-Erigné ist eine französische Gemeinde mit 6.172 Einwohnern (Stand: 1. Januar 2022) im Département Maine-et-Loire in der Region Pays de la Loire. Die Gemeinde gehört zum Arrondissement Angers und zum Kanton Les Ponts-de-Cé. Die Einwohner werden Érimurois genannt.

## Geographie
Die Gemeinde liegt südlich der Stadt Angers am linken Ufer der Loire, dessen Tal hier zum UNESCO-Welterbe gehört. Die beiden Loire-Zuflüsse Louet und Aubance fließen ebenfalls durch die Gemeinde.
Umgeben wird Mûrs-Erigné von den Nachbargemeinden Sainte-Gemmes-sur-Loire im Norden, Les Ponts-de-Cé im Nordosten, Saint-Melaine-sur-Aubance im Osten und Südosten, Soulaines-sur-Aubance im Südosten, Mozé-sur-Louet im Süden und Südwesten sowie Saint-Jean-de-la-Croix im Westen und Nordwesten.
Durch die Gemeinde führen die Autoroute A87 und die frühere Route nationale 748.

## Bevölkerungsentwicklung
| Jahr          | 1962 | 1968 | 1975 | 1982 | 1990 | 1999 | 2006 | 2018 |
| ------------- | ---- | ---- | ---- | ---- | ---- | ---- | ---- | ---- |
| Einwohner     | 2131 | 2186 | 2621 | 3275 | 4224 | 5115 | 5287 | 5642 |
| Quelle: INSEE |      |      |      |      |      |      |      |      |

## Sehenswürdigkeiten
- Fels von Mûrs (Roche de Mûrs)
- Kirche Saint-Pierre aus dem 15. Jahrhundert
- Kulturzentrum Jean-Carmet

## Persönlichkeiten
- Maurice Brocco (1885–1965), Radrennfahrer
- Cyril Soyer (* 1978), Judoka, Europameister 2001 im Superleichtgewicht

## Gemeindepartnerschaften
Mit den folgenden Gemeinden bestehen Partnerschaften:
- Tudela de Duero, Provinz Valladolid in Kastilien-León, Spanien, seit 1991
- Cornu, Kreis Prahova, Rumänien, seit 1995
- Egeln, Sachsen-Anhalt, Deutschland, seit 1998
- Bzenec, Jihomoravský kraj (Südmähren), Tschechien, seit 2001